# Lady & gentleman CITY
lady & gentleman CITY — российская компания, владелец сети магазинов одежды. Первый магазин открылся в 1993 году. Штаб-квартира — в Москве.

## Деятельность
Свою деятельность компания начала с открытия магазинов lady & gentleman CITY в 1993 году, которые на сегодняшний день являются первой федеральной сетью магазинов мужской, женской и детской одежды и аксессуаров в России. 
Создавая новую для российского рынка концепцию мультибрендовых универмагов, компания делала ставку на элегантность и высокое качество, отбирая все лучшее из коллекций более 150 мировых марок, среди которых Tommy Hilfiger, HUGO, Trussardi Jeans, BOSS, Ralph Lauren Denim & Supply, True Religion, ЕА7 Emporio Armani, Dirk Bikkembergs, Iceberg, Pinko, Patrizia Pepe, Pennyblack, Liu Jo, Liu Jo  Jeans, Twinset, Blugirl, Love Moschino, Versace Collection, Marella, Marina Yachting, Marc Cain, Luisa Cerano, Basler, Elena Miro, Gerry Weber, Woolrich и многие другие. 
Магазины открыты в крупнейших городах России: Москва, Санкт-Петербург, Новосибирск, Екатеринбург, Нижний Новгород, Казань, Омск, Самара, Ростов-на-Дону, Уфа, Красноярск, Воронеж, Краснодар, Тюмень, Сочи.